# Morte sul Tamigi
Morte sul Tamigi (titolo originale The Five Bells and Bladebone) è un romanzo giallo scritto da Martha Grimes nel 1987. In Italia è uscito nel 1999 nella collana Il Giallo Mondadori con il n.2645.

## Trama
Il corpo del playboy Simon Lean viene trovato cadavere all'interno di un sécrétaire di un antiquario. L'uomo, sposato con una delle più ricche signore di un piccolo paese dell'Inghilterra, aveva diverse amanti e nessuno sembra stupito né addolorato della sua perdita. L'ispettore Jury, sul posto per una breve vacanza, si trova ad indagare sul caso, che si complica quando a Londra viene trovato il corpo privo di vita di una giovane donna che Lean conosceva.

## Personaggi
- Richard Jury : sovrintendente di Scotland Yard
- Wiggins : sergente di Scotland Yard
- Melrose Plant: investigatore dilettante amico di Jury
- Marshall Trueblood: antiquario
- Theo Wrenn Browne: libraio
- Joanna Lewis: scrittrice di romanzi rosa
- Diane Demorney: danarosa arrampicatrice sociale
- Lady Eleonor Summerston: proprietaria di una villa
- Hannah Lean: nipote di Lady Summerston
- Simon Lean: marito di Hannah
- Sadie Diver: amante di Simon
- Tommy Diver: fratello di Sadie

## Edizioni
- Martha Grimes, Morte sul Tamigi, traduzione di Grazia Maria Griffini, Il Giallo Mondadori n. 2647, 1999,  p. 330.